# San Donato Val di Comino
San Donato Val di Comino é uma comuna italiana da região do Lácio, província de Frosinone, com cerca de 2.190 habitantes. Estende-se por uma área de 35 km², tendo uma densidade populacional de 63 hab/km². Faz fronteira com Alvito, Gallinaro, Opi (AQ), Pescasseroli (AQ), Settefrati.
Pertence à rede das Aldeias mais bonitas de Itália.

## Demografia
| Variação demográfica do município entre 1861 e 2011                               |
|                                                                                   |
| Fonte: Istituto Nazionale di Statistica (ISTAT) - Elaboração gráfica da Wikipedia |